# 水洞沟遗址
水洞沟遗址位于中华人民共和国宁夏回族自治区灵武市，於1923年被发现及发掘，在中华人民共和国成立后再進行了多次发掘，截至2014年，该遗址发掘次数达到6次。水洞沟遗址是中国最早发掘的旧石器时代遗址之一，被誉为“东方史前考古的摇篮”。1988年，水洞沟遗址被列为全国重点文物保护单位。

## 发掘
1920年，传教士比·肖特在水洞沟东面的一处断崖上发现了一具披毛犀牛的头骨化石，以及一件经过人工打制的石英岩石片:175。在得知相关消息后，1923年，法国古生物学家德日进和桑志华等人在水洞沟展开了为期12天的发掘，共发现5个旧石器地点，通过发掘获得大量石器和少量动物化石，这些材料连同萨拉乌苏遗址发现的材料．首次证明中国有旧石器时代遗址存在，并且这批遗址被德日进等人称作“河套文化”:143。长期以来中外学者都将水洞沟的文化遗存视为同一时代的遗物:341。在经过调查之后，二人认为在整个水洞沟盆地的黄土中“埋藏着许多完全一致的旧石器时代制作场遗址。这是由黄土形成期间住在该区域的居民所留下的”。
1960年，中华人民共和国和苏联组建的中苏古生物考察队对水洞沟遗址进行了一次发掘，这次发掘的地点与第一次发掘位置基本相同，并且此次发掘的范围被编号为1号地点:153，发掘过程中在1号地点发掘出了一座长宽各6米、深11米的深槽。1963年，在裴文中等考古学家的带领下，考古人员对河套地区的遗址进行复查。在这次复查中对水洞沟遗址1号地点进行了系统的发掘，搞请了水洞沟文化的地层关系:341，同时确认水洞沟遗址当中的化石等文物分属于不同地层:144。1980年9月4日至10月11日，宁夏博物馆和原宁夏地质局区域地质队调查队组成联合发掘队，再一次对水洞沟遗址进行了系统发掘，这次范围依旧位于1号地点内。前四次的揭露范围共计100余平方米:153。在第四次发掘后，水洞沟遗址的绝对年代被确定为距今4万年至1.5万年之间。1988年，水洞沟遗址被列为全国重点文物保护单位。
2002年4月至5月和2003年4月，考古人员在对水洞沟遗址进行考古调查时，发现了近20处遗迹:153。2003年至2005年，以及2007年的每年9月间，宁夏文物考古研究所和中国科学院古脊椎动物与古人类研究所联合对水洞沟遗址进行水洞沟第五次正式考古发掘，参加这次考古发掘的还有北京大学环境学院、兰州大学、南京师范大学社会学院、中国科学院地质与地球物理研究所、中国地震学院、香港大学等科研教学部门的专家、教授和研究生，发掘时间总计为90余天。这次发掘主要围绕水洞沟2号地点进行，此外在其东侧的7号地点和8号地点也进行了小规模发掘:154。在这次发掘中，考古人员在地质剖面上已发现了6个以上人类活动遗留下来的文化层，每个文化层中都包含有石制品，这将水洞沟遗址的人类活动时间大幅推前。此外，在2004年，3、4、5号三处遗址进行了小范围的保护性发掘；2007年和2010年因附近要修建水库，考古工作者对12号地点进行了两次抢救性发掘。
2014年6月10日至7月10日，来自中科院古脊椎动物与古人类研究所、宁夏考古研究所专家及北京大学博士生、多名外国科学家、以及部分国内的旧石器专家对水洞沟遗址进行第六次考古发掘。这次的发掘工作于6月13日正式开始，并于当月30日对媒体开放。

## 结构
水洞沟遗址位于鄂尔多斯高原的西南角，明长城遗址两侧。遗址被顺着明长城方向的边沟河分为南北两个部分:174。遗址位于一个基底由第三纪三趾马红土构成的小凹地中。凹地内充填了晚更新世和全新世的河湖沉积物，如砾石、砂、粉砂、淤泥和风成黄土等，厚度在10至20米左右:214。截至2010年，水洞沟遗址沿明长城遗址被开掘出12处地点，以第2号发掘位置为例，从上至下，算上地表所在的现代土层至少有17层，其中第四层为旧石器时代晚期的第1文化层；在第六至第十六层下还有其他6个旧石器晚期的文化层:341。一条由东南向西北流并最后注入黄河的溪流将这套松散地层切开，大量石制品和清晰的炉灶遗迹等文化遗物出现在底砾层亡面的灰黄色黄土状粉砂层中。与文化遗物共生的动物化石属于华北晚更新世的萨拉乌苏动物群，有野马、野驴等，但数量不多，而且十分破碎:214。

## 发现
在水洞沟遗址的地层中，第四层中发现几件带有明显水磨痕迹的盘状砍砸器；在第7层（砂砾层）中发现大量石器，其中包括过去常见的石叶和纫石器，还发现1件磨光石斧和1件残石磨盘。水洞沟文化层中发现的哺乳动物化石有披毛犀、鬣狗、骞驴、羚羊等，以及1件骨锥和1件鸵鸟蛋壳制成的装饰品:341-343。石制品以硅质灰岩为主要原料，其次为石英岩和燧石，还有少量玛瑙。它们都来自当地的河流砾石层。水洞构的石器有尖状器、端刮器、新月形边副器、凹缺器、双直刃边刮器、单直刃边刮器、即刻器和钻具等:213。
在1980年的发掘当中，在2号地点的第四层共计出土了5500余件石器，其中以石核、石片等大型石器为主，其余为小型石器；在第四层以下的其他文化层中共计出土1100余件石制品，其中石器有200余件。在2003年至2005年的发掘当中，2号地点共发掘出石制品7815件，环状饰品74枚，动物骨骼和骨制品746件，以及少量动物化石碎块；7号地点出土5209件，动物骨骼和牙齿80件，与2号地点相似的装饰品1件；8号地点出土标本801件:154-156。2004年的发掘当中，3号地点在地表采集到5件石制品，227件鸵鸟蛋皮化石，从下文化层内出土了包括3个石核在内的28件石制品，上文化层内出土了27件石制品；4号地点出土了各类石制品共计826件；5号地点出土了42件石制品，以及2片鸵鸟蛋皮化石；12号地点发掘出大量的被人工处理过的动物骨骼化石，以兔和鸟类居多，基本上可以证明当时已经出现了肉食广谱革命。此外，在2号、8号、12号地点发现了保存较为完好的人类用火遗迹，大量岩石出现过火后的开裂痕迹，并且出土了大量经过火处理的岩石标本。

## 开发和保护
2006年4月28日，水洞沟遗址作为旅游景点正式对外开放，一同被划入水洞沟景区的还有长城、红山堡、藏兵洞等城址。2010年1月8日，水洞沟景区正式被列为国家AAAA级旅游景区。2011年6月18日至19日，“纪念水洞沟遗址发现88周年暨首届水洞沟文化旅游节”活动于2011年6月18日至19日在宁夏首府银川和水洞沟遗址区举行。当天水洞沟遗址博物馆正式对外开放。2013年，纪念水洞沟遗址发现90周年大会暨国际古人类学术研讨会在水洞沟景区召开。
2006年10月，水洞沟遗址被列为国家“十一五”文物保护规划重大遗址之一。2008年，“水洞沟遗址研究院”、“中国科学院古脊椎动物与古人类研究所宁夏工作站”在水洞沟成立，这两个机构专门负责水洞沟遗址的保护以及发掘工作。